# Рулёв, Александр Сергеевич
Алекса́ндр Серге́евич Рулёв (14 октября 1954, Улан-Удэ — 18 августа 2023) — российский учёный в области агролесомелиорации и защитного лесоразведения. Академик РАН (2016, член-корреспондент РАСХН с 2012), доктор сельскохозяйственных наук (2002), старший научный сотрудник. С 2014 года — заместитель директора по науке Федерального научного центра агроэкологии, комплексных мелиораций и защитного лесоразведения РАН (ФНЦ агроэкологии РАН). Профессор ВолГУ и ВолгГТУ.
Лауреат премий Правительства Российской Федерации в области науки и техники (2000) и Волгоградской области в сфере науки и техники (2007).

## Биография
Окончил Волгоградский государственный педагогический институт (1980), учитель географии и биологии средней школы. Затем работал учителем вечерней школы. С 1982 года — в Федеральном научном центре агроэкологии, комплексных мелиораций и защитного лесоразведения РАН: первоначально научный сотрудник, в 1999—2006 годах — ведущий, в 2006—2008 годах — главный, с 2008 года заведующий отделом ландшафтного планирования и аэрокосмических методов исследований, с 2014 года заместитель директора по науке.
Профессор кафедры географии и картографии Института естественных наук ВолГУ и кафедры геодезии Института архитектуры и строительства ВолгГТУ.
Академик РАН c 28 октября 2016 года по Отделению сельскохозяйственных наук (лесное хозяйство), членкор с 27 июня 2014 года, членкор РАСХН с 15 февраля 2012 года. В 1983—1988 годах обучался в заочной аспирантуре при Всесоюзном НИИ агролесомелиорации и в 1990 году защитил кандидатскую диссертацию «Применение полимерных материалов при выращивании полезащитных полос в сухостепной зоне Нижнего Поволжья». В 2002 году защитил докторскую диссертацию «Теоретические основы и методология агролесомелиорации деградированных ландшафтов».
Награждён серебряной медалью ВДНХ, почетными грамотами Федерального агентства по науке и инновациям и Комитета по сельскому хозяйству и продовольствию при Администрации Волгоградской области, дипломом XIII Агропромышленной выставки «Золотая осень».
Опубликовал более 230 научных работ, в том числе 9 монографий. Среди основных монографий и учебных пособий:
- Энциклопедия агролесомелиорации / А. С. Рулёв, К. Н. Кулик, Л. И. Абакумова и др.; сост. и гл. ред. Е. С. Павловский. — Волгоград, ВНИАЛМИ, 2004. — 676 с.
- Глобальные проявления изменений климата в агропромышленной сфере / А. С. Рулёв, В. И. Петров, И. П. Свинцов и др.; под ред. акад. РАСХН А. Л. Иванова. — М., 2004. — 332 с.
- Агролесомелиорация. — изд. 5-е, перераб. и доп. / К. Н. Кулик, А. С. Рулёв, В. Г. Юферев; под ред. акад. РАСХН А. Л. Иванова и К. Н. Кулика / ВНИАЛМИ, Волгоград. — Волгоград, 2006. — 746 с.
- Рулёв, А. С. Ландшафтно-географический подход в агролесомелиорации / А. С. Рулёв. — Волгоград: ВНИАЛМИ. — 2007. — 160 с.
- Рулёв, А. С. Геоинформационное картографирование и моделирование эрозионных ландшафтов / А. С. Рулёв, В. Г. Юферев, М. В. Юферев. — Волгоград: ВНИАЛМИ, 2015. — 150 с.
- Инженерная биология: учебник для вузов / К. Н. Кулик, А. С. Рулёв, В. Г. Юферев и др.; под ред. проф. Ю. И. Сухоруких. — 3-е изд. перераб. и доп. Гриф УМО — Майкоп: Майкопский ГТУ, 2016. — 344 с.

Скончался 18 августа 2023 года на 69-м году жизни.